# Kalle Lundberg
Karl Johan Henric Lundberg, känd som Kalle Lundberg, född 10 februari 1992 i Längbro församling i Örebro län, är en svensk röstskådespelare. Han har medverkat i några barnfilmer, däribland som röst till katten Findus i animerade Pettson och Findus. Lundberg spelade Thorleif i den teaterföreställning av Berts bravader som sattes upp av Peter Flack i Brunnsparken i Örebro under sommaren 2009. Han är bror till Alexander Lundberg.

## Filmografi

### Roller
- 1999 – Pettson och Findus (TV-serie) – Findus
- 1999 – Pettson och Findus – Katten och gubbens år – Findus
- 2000 – Pettson och Findus – Kattonauten – Findus
- 2000 – Vägen till El Dorado – pojke 2
- 2000 – Tigers film – Ru

### Post Production Supervisor
- 2003 – Janina

### On-lineredigering
- 2009 – Maskeraden
- 2012 – Nobels testamente
- 2012 – Sean Banan inuti Seanfrika
- 2013 – Faro

### Visuella effekter
- 2008 – Galetten